# Чолич, Ратко
Ратко Чолич (сербохорв. Ratko Čolić, 17 марта 1918, Уб — 30 октября 1999, Белград) — югославский футболист, игравший на позиции защитника.
Выступал за «Партизан», а также национальную сборную Югославии, в составе которой был участником чемпионата мира 1950 года.
Двукратный чемпион Югославии. Трехкратный обладатель Кубка Югославии. 

## Клубная карьера
Начинал играть в футбол в довоенное время. После завершения Второй мировой войны стал игроком только что созданной белградской команды «Партизан», цвета которой защищал на протяжении всей своей карьеры игрока, которая длилась до 1956 года. За это время дважды завоевывал титул чемпиона Югославии.
Умер 30 октября 1999 года на 83-м году жизни в Белграде.

## Выступления за сборную
В 1949 году дебютировал в официальных матчах в составе национальной сборной Югославии. В течение карьеры в национальной команде, которая длилась 3 года, провел в форме главной команды страны 14 матчей.
В составе сборной был участником чемпионата мира 1950 года в Бразилии, где,на поле не выходил, а также футбольного турнира на Олимпийских играх 1952 года в Хельсинки, где вместе с командой завоевал серебряные награды.

## Титулы и достижения
- Чемпион Югославии (2):

«Партизан»: 1946-1947, 1948-1949
- Обладатель Кубка Югославии (3):

«Партизан»: 1946-1947, 1952, 1953-1954